# Amira Aly

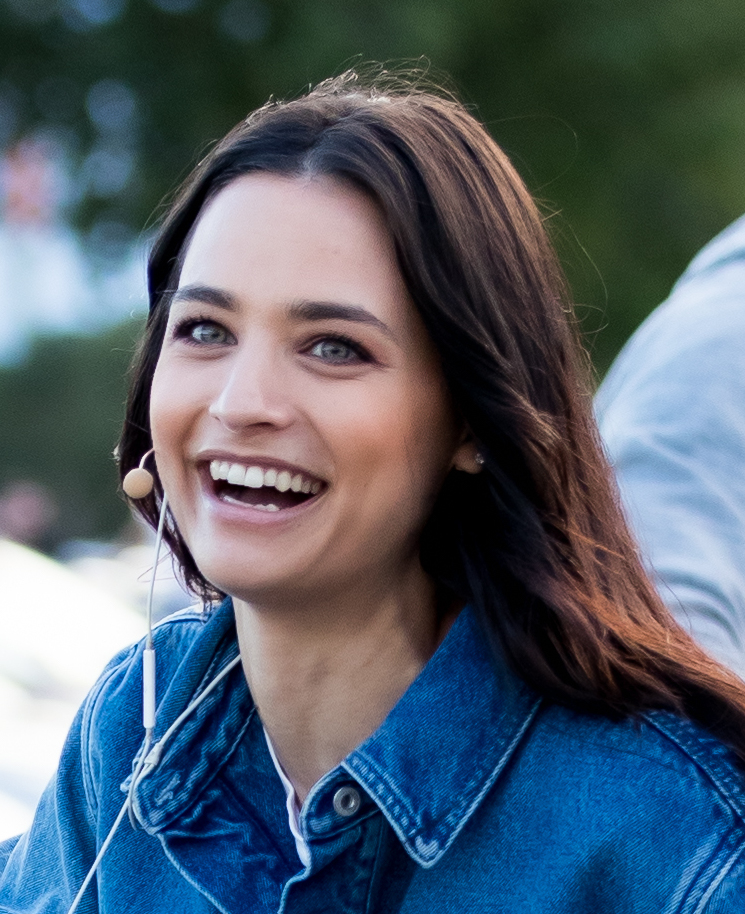
Amira Aly (2020)

Amira Marijam Aly (* 28. September 1992 in Klagenfurt am Wörthersee; von 2019 bis 2024 verheiratete Pocher) ist eine österreichische Moderatorin und Podcasterin. Sie wurde als Ehefrau von Oliver Pocher bekannt.

## Leben
Aly wuchs mit ihrem zwei Jahre älteren Bruder in Österreich bei ihrer Mutter auf, die ein Studio für orientalischen Tanz betreibt. Als sie drei Jahre alt war, verließ ihr Vater die Familie und kehrte in sein Heimatland Ägypten zurück. Nach zwanzig Jahren ohne Kontakt zu ihm traf sie ihn 2018 wieder. Mit 15 lebte sie wegen des in dieser Zeit konfliktbelasteten Verhältnisses zu ihrer Mutter und ihrem Stiefvater kurzzeitig in einem Kriseninterventionszentrum. Aly besuchte eine Sportschule (Schule mit sportlichem Schwerpunkt) und machte dort ihren Abschluss. Anschließend absolvierte sie eine Ausbildung als Friseurin.

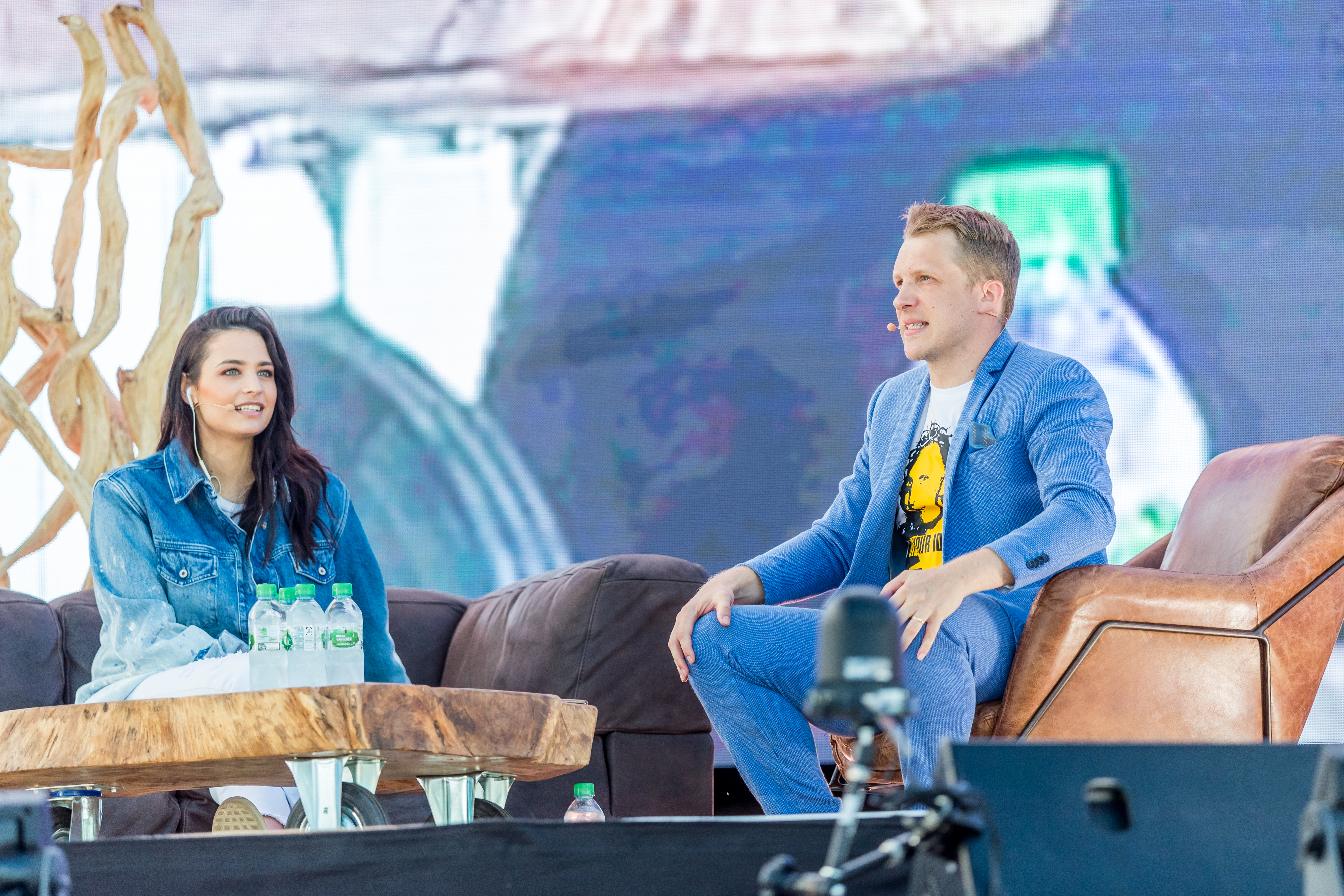
Amira und Oliver Pocher bei einem Liveauftritt im Rahmen ihres Podcasts (2020)

Mit 22 Jahren kam Aly nach Deutschland, wo sie sich zur Make-up-Artistin ausbilden ließ und als Model arbeitete. 2016 lernte sie über eine Dating-App Oliver Pocher kennen; im Oktober 2019 heirateten sie und sie nahm seinen Namen an. Ihre beiden Söhne kamen 2019 und 2020 zur Welt. Im März 2020 trat sie in der Sendung Pocher vs. Wendler – Schluss mit lustig! bei RTL erstmals im Fernsehen auf. Im selben Jahr folgten Auftritte bei Das Spiel beginnt! im ZDF und bei 5 gegen Jauch bei RTL sowie der Start des gemeinsam mit ihrem Ehemann gestalteten Podcasts Die Pochers, der bis 2023 produziert wurde. Außerdem trat sie in der Late-Night-Show ihres Mannes, Pocher – gefährlich ehrlich! als Sidekick auf. Ebenfalls 2020 brachte sie zusammen mit dem Modelabel Mania eine Kollektion für Stillende, Babys und ihr Umfeld auf den Markt.
2022 gründete sie die Kosmetikmarke Fayble. Im selben Jahr belegte sie bei Let’s Dance den vierten Platz. 2023 nahm sie an der Seite von Peter Wright an der Promi-Darts-WM bei ProSieben teil und startete den Podcast Hey Amira! bei RTL.
Im August 2023 gaben Amira und Oliver Pocher ihre Trennung bekannt. Im August 2024 wurde die Ehe geschieden und Aly nahm den Geburtsnamen wieder an. Seit etwa dem Jahreswechsel 2023/24 ist sie mit dem Moderator Christian Düren liiert.

## Filmografie

### Fernsehauftritte
- 2020: Pocher vs. Wendler – Schluss mit lustig! (RTL)
- 2020: Das Spiel beginnt! (ZDF)
- 2020: 5 gegen Jauch (RTL)
- 2020–2021: Denn sie wissen nicht, was passiert (RTL, 2 Ausgaben)
- 2020: Pocher – gefährlich ehrlich! (RTL)
- 2020, 2022: Grill den Henssler (VOX)
- 2021: Pocher vs. Influencer (RTL)
- 2021: Verstehen Sie Spaß? (ARD)
- 2022: Let’s Dance (RTL)
- 2022: Da kommst Du nie drauf! (ZDF)
- 2023: Die Promi-Darts-WM (ProSieben)
- 2023: Wer wird Millionär? Prominenten-Special (RTL)
- 2024: Schlag den Star (ProSieben)
- 2025: Das große Promibacken (Sat 1)

### Filmografie
- 2024: Das Traumschiff: Nusantara (ZDF)
- 2025: Marie fängt Feuer: Verschüttet (ZDF)

### Moderation
- 2021: Die Superzwillinge (VOX)
- 2022–2024: Prominent! (VOX)
- 2023: My Mom, Your Dad (VOX)

## Diskografie
Singles
- 2020: Influenza (mit Oliver Pocher)